# Ведерницкий сельсовет
Ведерницкий сельсовет — упразднённая административно-территориальная единица, существовавшая на территории Московской губернии и Московской области до 1954 года.
Ведерницкий сельсовет был образован в первые годы советской власти. По данным 1918 года он входил в состав Синьковской волости Дмитровского уезда Московской губернии.
В 1923 году Ведерницкий с/с был переименован в Спасо-Ведерницкий, но уже в 1924 году переименован обратно.
По данным 1926 года в состав сельсовета входили село Ведерницы, деревни Горицы и Садниково.
В 1929 году Ведерницкий с/с был отнесён к Дмитровскому району Московского округа Московской области. При этом к нему был присоединён Голядский (селения Ащерино, Голяди, Малое Телешово и Юркино) с/с. В это время в состав сельсовета вошли селения Ащерино, Ведерницы, Голяди, Горицы, Малое Телешово, Садниково и Юркино.
27 февраля 1935 года Ведерницкий с/с был передан в Коммунистический район.
4 января 1952 года из Ведерницкого с/с в Бунятинский с/с было передано селение Горицы.
14 июня 1954 года Ведерницкий с/с был упразднён. При этом его территория (селения Ащерино, Ведерницы, Голяди, Малое Телешово, Садниково и Юркино) была передана в Бунятинский с/с.